# After Words
Pour plus de détails, voir Fiche technique et Distribution.
After Words est un film américain réalisé par Juan Feldman et sorti en 2015. 

## Synopsis
Une bibliothécaire suicidaire qui a perdu son emploi décide de faire un dernier merveilleux voyage à Costa Rica avant d'avaler un flacon de pilules. Une fois là-bas, elle rencontre un homme plus jeune, un guide touristique dynamique qui l'emmène dans tous les beaux endroits, et devient intriguée par son intellectualisme distant. Il travaille dur pour la faire sortir, pour qu'elle adopte la devise costaricienne, "Pura Vida", qui signifie "vie pure", mais dans un sens plus large englobe l'exubérance nationale pour la vie. Elle l'inspire à lire le premier livre qu'il ait jamais lu, et il l'encourage à s'amuser et à se détendre pour la première fois depuis beaucoup d'années. Une relation amoureuse et romantique va alors évoluer.

## Fiche technique
- Titre : After Words
- Réalisation : Juan Feldman
- Musique : Andrew Gross
- Sociétés de production : Mano a Mano Films, Classic Films, Movie Trailer House
- Langue originale : anglais
- Pays de production :  États-Unis
- Genre : Film romantique, drame
- Durée : 91 minutes
- Date de sortie : 
  - États-Unis : 21 août 2015

## Distribution
- Marcia Gay Harden
- Huguette Urhausen
- Ron Canada
- Oscar Jaenada
- Jenna Ortega

## Production
Le film est tourné au Costa Rica.

## Accueil critique
Rotten Tomatoes, un agrégateur de critiques, rapporte que 38% des huit critiques interrogés ont donné au film une critique positive ; la note moyenne est de 5,6/10.